# Eumeryx
Eumeryx és un gènere extint de mamífers artiodàctils de la família dels cèrvids que visqueren a l'Àsia oriental des de l'Eocè superior fins a l'Oligocè superior, fa entre 23 i 37,7 milions d'anys. Se n'han trobat restes fòssils a les formacions d'Ergilin Dzo i Hsanda Gol, a Mongòlia, i de Shargaltein Gol, Ulantatal i Wulanbulage, a la Xina. Són els cèrvids més antics coneguts, encara que, a diferència dels seus parents d'avui en dia, mancaven de banyes. Eren més petits que els cérvols mesquers i tenien les dents de tipus braquiodont. El nom genèric Eumeryx significa ‘remugant vertader’.